# Zoo Palast
Lo Zoo Palast (letteralmente: "Palazzo Zoo") è un cinema di Berlino, sito nel quartiere di Charlottenburg fra la stazione Zoo e la Gedächtniskirche, nel pieno centro della "City West".
Fu costruito dal 1956 al 1957 su progetto di Paul Schwebes, Hans Schoszberger e Gerhard Fritsche come parte del "Zentrum am Zoo", un complesso di edifici direzionali e commerciali posto nel centro di Berlino Ovest.
Dal 1957 al 1999 si tennero allo Zoo Palast le edizioni della Festival internazionale del cinema di Berlino (la cosiddetta "Berlinale").
In considerazione della sua importanza storica e architettonica, è posto sotto tutela monumentale (Denkmalschutz).